# Puntledge River
Der Puntledge River ist ein 49 km langer Fluss im zentralen Osten von Vancouver Island in der kanadischen Provinz British Columbia.

## Flusslauf
Der Puntledge River hat seinen Ursprung im etwa 590 m hoch gelegenen See Puntledge Lake im Zentrum der Insel. Von dort durchfließt er eine stark bewaldete Hügelregion in östlicher Richtung. Am Oberlauf liegen die kleineren Seen Forbush Lake und Willemar Lake. Unterhalb des Willemar Lake, nach 15 km, wendet sich der Puntledge River nach Norden und mündet nach weiteren 4 km in das südliche Ende des Comox Lake. Am nordöstlichen Seeufer verlässt der Puntledge River den Comox Lake. Er fließt noch 14 km in östlicher Richtung, bevor er sich am Nordrand von Courtenay mit dem Tsolum River zum Courtenay River vereinigt. Dieser mündet nach weiteren 3 km in den Comox Harbour, ein Ästuar an der Ostküste von Vancouver Island.

## Hydrologie
Der Puntledge River entwässert ein Areal von 586 km². Der mittlere Abfluss beträgt 41 m³/s. Im Einzugsgebiet ist zwischen November und Januar die niederschlagsreichste Zeit. Bis Juli führt der Fluss aufgrund der Schneeschmelze hohe Abflüsse. August und September sind die niederschlagsärmsten Monate. 

## Fischfauna
Im Flusssystem des Puntledge River gibt es u. a. folgende Fischarten: Silberlachs,  Königslachs, Buckellachs, Ketalachs und Rotlachs sowie Steelhead-Forelle und Cutthroat-Forelle.

## Wasserkraftnutzung
Im Jahr 1912 errichtete Canadian Collieries (Dunsmuir) Ltd. ein Wasserkraftwerk am Puntledge River, um Strom für die Kohleminen in der Umgebung von Cumberland zu liefern. 1953 übernahm die BC Power Commission das Kraftwerk und erneuerte und vergrößerte die Anlage (Ableitungsdamm, Druckleitung, Kraftwerkshaus) bis 1955. Die neue Kraftwerksanlage hat die vierfache Leistung und soll die Haushalte in der Umgebung mit Energie versorgen. BC Hydro ist seit 1962 Eigentümer der Anlage. Weitere Modernisierungen fanden 1982 statt. Seit den 1950er Jahren befasst sich eine Partnerschaft von BC Hydro und dem Department of Fisheries and Oceans mit Verbesserungen für die Wanderfische des Puntledge River. 1993 wurde am Einlauf des Kraftwerkskanal ein von George Eicher patentiertes Fischgitter installiert. Heute passieren nach Angaben von BC Hydro 98 % der jungen Salmoniden sicher den Ableitungsdamm.
Der Abfluss des Comox Lake wird seit 1913 durch ein Absperrbauwerk reguliert. Dies soll extreme Fließverhältnisse (Hochwasser und Niedrigwasser) im Unterlauf des Partridge River vermeiden. 4 km flussabwärts befindet sich ein Ableitungsdamm. An diesem zweigt die 5,1 km lange Druckleitung zum Kraftwerk ab. Dieses liegt am rechten Flussufer, 3,8 km oberhalb der Mündung. Die installierte Leistung liegt bei 24 MW. Etwa 60 % der Wassermenge wird zum Kraftwerk abgeleitet. Das restliche Wasser strömt über Nymph Falls und Stotan Falls im natürlichen Flussbett.